# Schloss Leubnitz (Rosenbach)

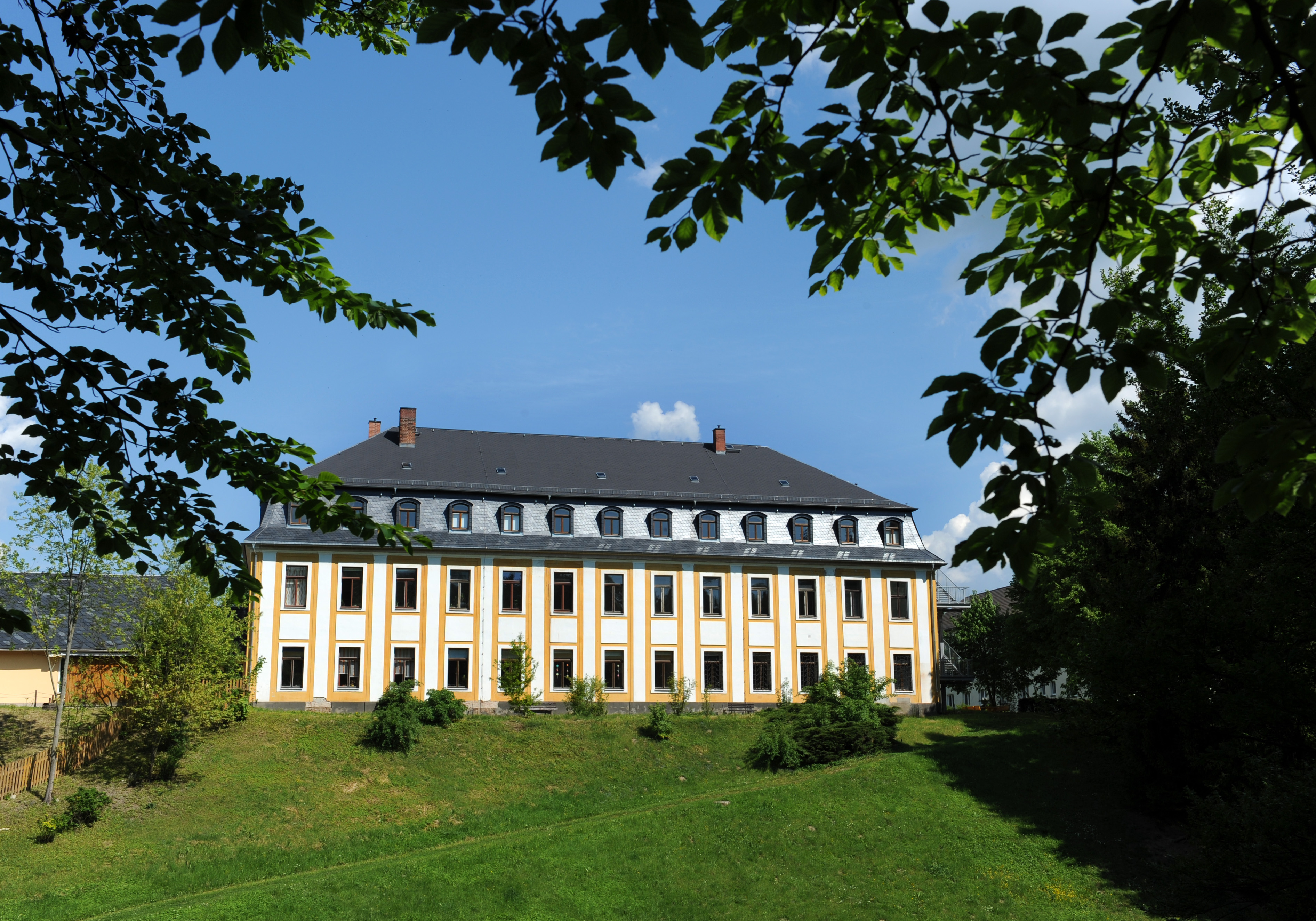
Schloss Leubnitz

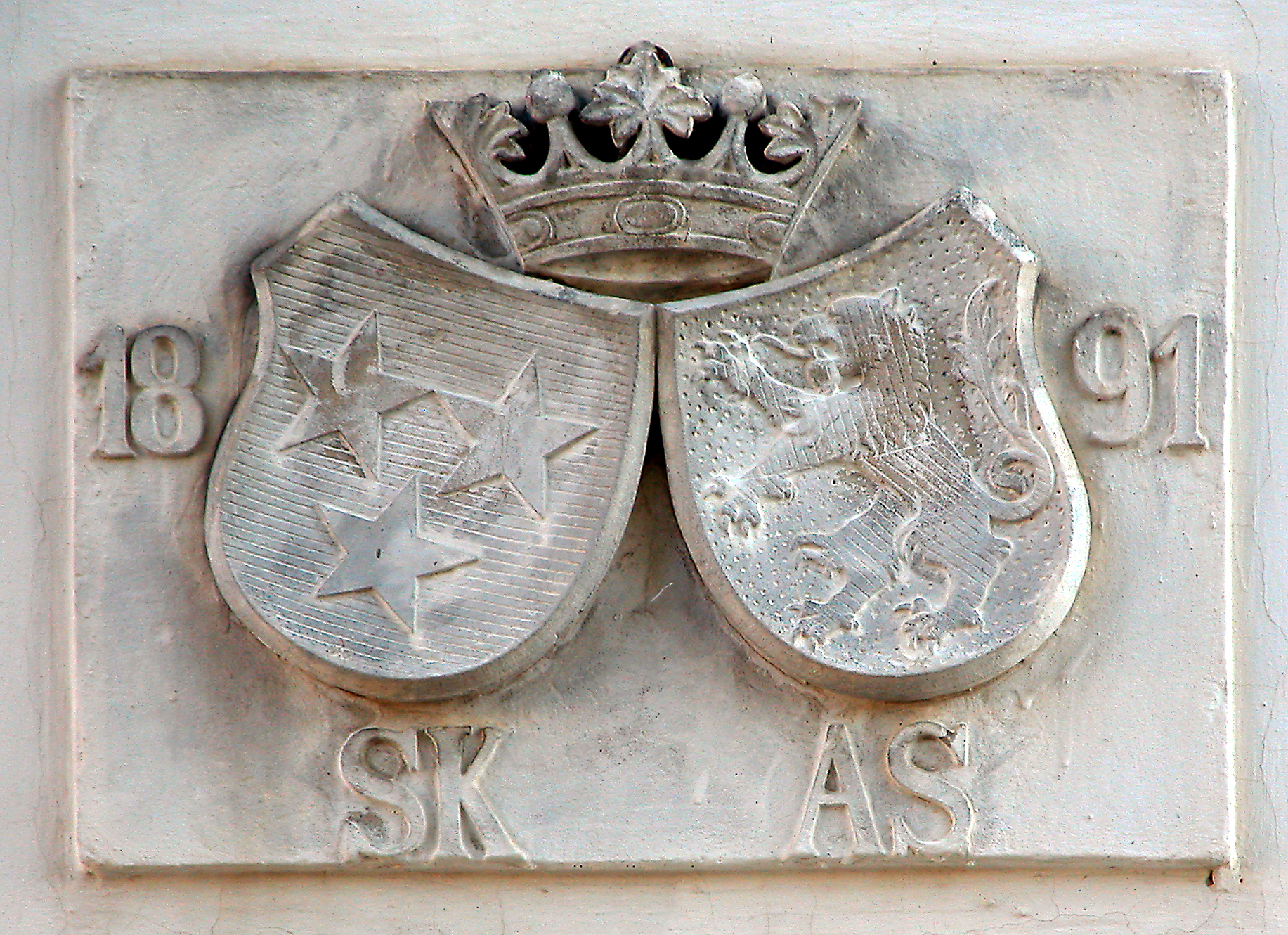
Schloss Leubnitz. Wappen (1891) Sylvio v. Kospoth und Gattin Angela v. Schönberg

Das Schloss Leubnitz  ist ein 1794 errichtetes unbefestigtes Wohnschloss im Ortsteil Leubnitz der Gemeinde Rosenbach im sächsischen Vogtland.

## Geschichte
Das Schloss wurde 1794 von Heinrich Wilhelm von Kospoth an der Stelle und unter Nutzung von Resten des Vorgängerbaus von 1762 als barocker Bau mit Mansardwalmdach neu errichtet. Das Schloss hat einen frühklassizistischen Stil Festssaal, der Weiße Saal, mit Stuckgestaltung an den Wänden. Als Verzierungen sind hier Musikinstrumente und kannelierte Pilaster angebracht. 1890 wurde ein Landschaftspark auf einer Fläche von 12 ha angelegt. Das Gut befand sich bis zur Enteignung 1945 im Besitz der Grafen Kospoth.

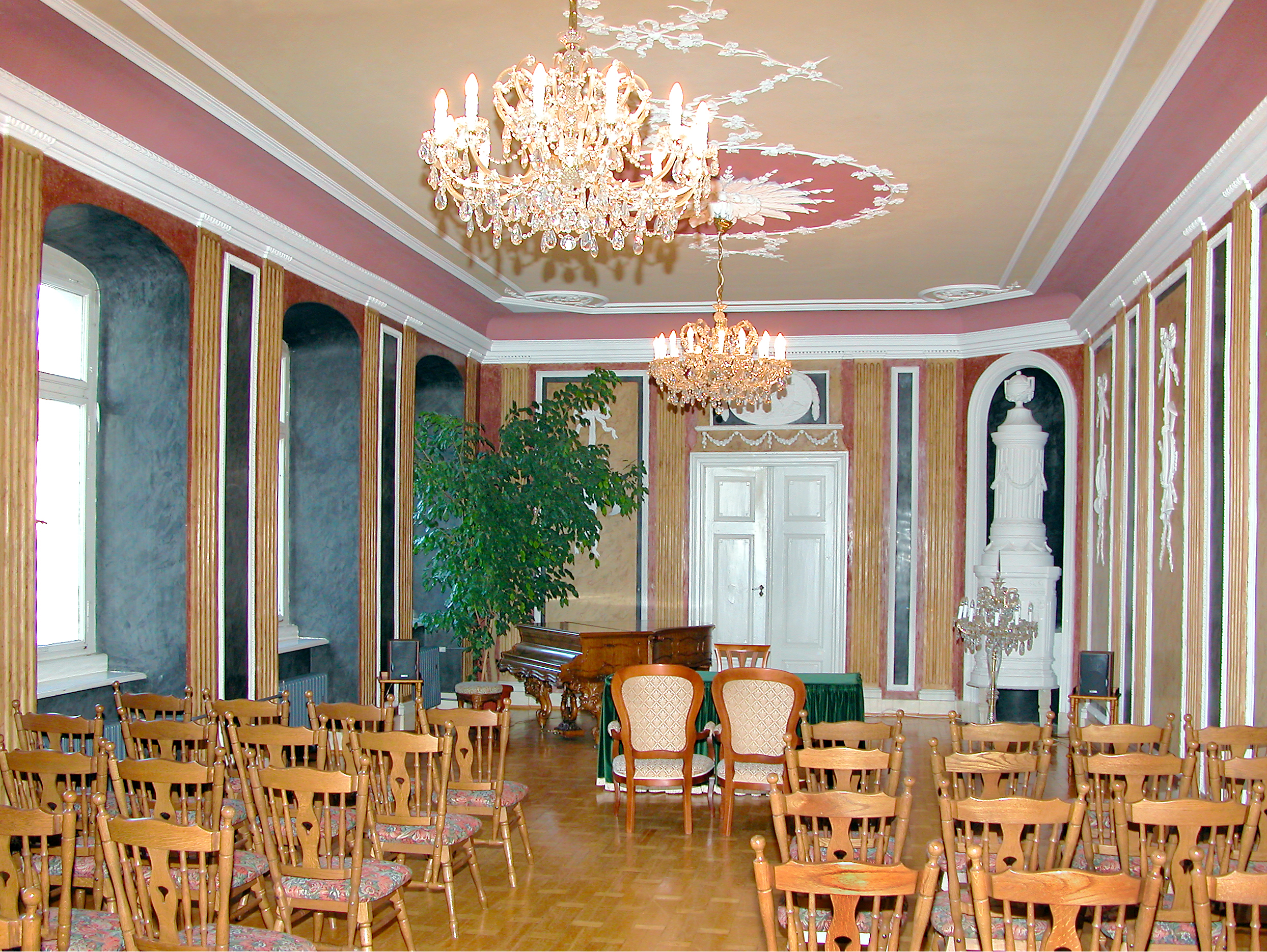
Schloss Leubnitz, „Weißer Saal“

## Heutige Nutzung
Um die denkmalgerechte Nutzung des Schlosses kümmert sich der Förderverein „Freunde des Schlosses Leubnitz e. V.“.
Das Schloss dient als Ausstellungs- und Veranstaltungsort, in der Galerie im Kreuzgewölbe finden wechselnde Ausstellungen statt. Weiterhin beherbergt das Schloss die ständige Ausstellung „Natur und Jagd“. Das Schloss ist zudem Veranstaltungsort der Leubnitzer Konzerte, des Schloss- und Mühlenfests im Juli, und eines Blasmusikfests, das im jährlichen Wechsel mit dem Schlossterrassenfest jeweils im August stattfindet.